# ت ع م+10:30
|  | توقيت شتوي               | توقيت صيفي               | المنطقة |
|  | ------------------------ | ------------------------ | ------- |
|  | ت ع م+08:00 (طوال السنة) | ت ع م+08:00 (طوال السنة) | الغربية |
|  | ت ع م+09:30 (طوال السنة) | ت ع م+09:30 (طوال السنة) | الوسطى  |
|  | ت ع م+09:30              | ت ع م+10:30              | الوسطى  |
|  | ت ع م+10:00 (طوال السنة) | ت ع م+10:00 (طوال السنة) | الشرقية |
|  | ت ع م+10:00              | ت ع م+11:00              | الشرقية |

ت ع م+10:30 (بالإنجليزية: UTC+10:30)‏، هو معرف لمنطقة زمنية تقع قبل التوقيت العالمي المنسق (ت ع م) بعشر ساعات ونصف +10:30، و يستخدم لقياس الوقت.

## التوقيت الرسمي

### صيفًا فقط
أوقيانوسيا
- أستراليا – المنطقة الوسطى وتشمل:

- نيوساوث ويلز - يستخدم التوقيت فقط في بروكن هيل 
- جنوب أستراليا

### شتاءًا فقط
أوقيانوسيا
- أستراليا – المنطقة الوسطى وتشمل:

- جزيرة لورد هاو 